# 西太刀洗站

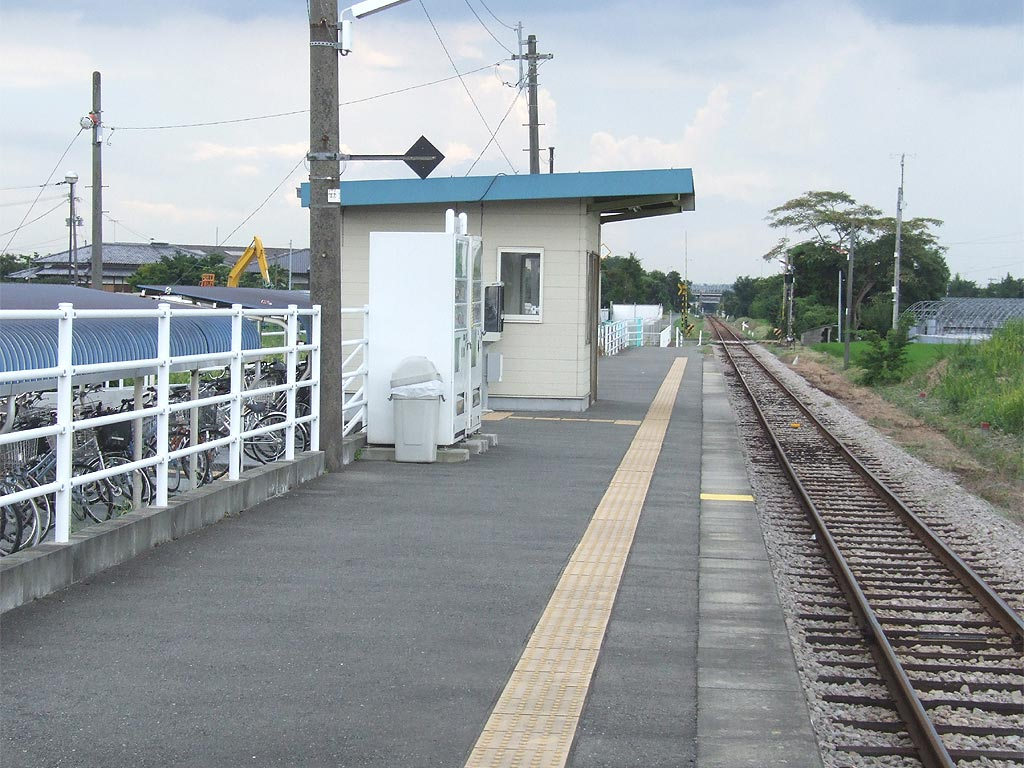
西太刀洗站月台

西太刀洗站（日语：／ Nishi-Tachiarai eki */?）是位於福岡縣三井郡大刀洗町大字山隈，甘木鐵道甘木線車站。車站大樓位於大刀洗町內，月台大部分位於小郡市內。
町名為「大」刀洗，但是站名以「太」刀洗標記。

## 歷史
- 1939年（昭和14年）4月28日 - 國鐵甘木線基山站至甘木站之間開通，此站啟用。
- 1986年（昭和61年）4月1日 - 由甘木鐵道接管車站，成為甘木鐵道甘木線車站[1]。

## 車站構造
車站是一座地面車站，設有1面1線的單式月台。廁所位於月台靠近山隈一方。此站設有公共電話。

## 使用狀況
在2008年度1日平均乘車人次為219人。
在2015年度1日平均乘車人次為171人。
| 乘車人次變化 | 乘車人次變化 |
| 年度         | 1日平均人次  |
| ------------ | ------------ |
| 2008年       | 219          |
| 2009年       |              |
| 2010年       |              |
| 2011年       | 206          |
| 2012年       | 191          |
| 2013年       | 160          |
| 2014年       | 183          |
| 2015年       | 171          |
| 2016年       | 192          |
| 2017年       | 192          |
| 2018年       | 183          |

## 車站周邊
車站靠近山隈一方設有福岡縣道132號。
- 城山公園
- 花立山
- 大分自動車道
- 太刀洗公園
- 國道500號
- 菊池簡易郵局
- 藥師烏冬

## 相鄰車站
甘木鐵道
■甘木線
今隈－西太刀洗－山隈

## 注腳
1. ↑  . 鐵道雜誌（日语：鉄道ジャーナル） (鐵道雜誌社). 1987-08, 21 (10): 98–101 （日语）.
2. ↑  小郡市資料盒 （交通・通信） 甘木鐵道各站的乘車人次的變化
3. ↑  佐賀縣統計年鑑 （運輸和通信）